# Észtország az 1928. évi téli olimpiai játékokon
Észtország a svájci St. Moritzban megrendezett 1928. évi téli olimpiai játékok egyik részt vevő nemzete volt. Az országot az olimpián 1 sportágban 2 sportoló képviselte, akik érmet nem szereztek. Észtország először vett részt a téli olimpiai játékokon.

## Gyorskorcsolya
| Versenyző              | Versenyszám | Eredmény | Helyezés |
| ---------------------- | ----------- | -------- | -------- |
| Christfried Burmeister | 500 m       | 46,2     | 15.      |
| Christfried Burmeister | 1500 m      | 2:33,6   | 19.      |
| Christfried Burmeister | 5000 m      | 9:46,2   | 24.      |
| Aleksander Mitt        | 500 m       | 47,7     | 22.      |
| Aleksander Mitt        | 1500 m      | 2:35,0   | 20.      |
| Aleksander Mitt        | 5000 m      | 9:35,2   | 21.      |